# Ouled Hamla
Ouled Hamla là một đô thị thuộc tỉnh Oum el Bouaghi, Algérie. Dân số thời điểm năm 2002 là 11.019 người.